# Gran Premio d'Ungheria 2000
Il Gran Premio d'Ungheria 2000 è stato un Gran Premio di Formula 1 disputato il 13 agosto 2000 sul circuito Hungaroring, a Budapest. La gara fu vinta da Mika Häkkinen su McLaren - Mercedes, davanti a Michael Schumacher su Ferrari e al compagno di squadra David Coulthard.

## Vigilia

### Aspetti sportivi
Michael Schumacher si presentò in Ungheria con un vantaggio ridotto ad appena due punti sui rivali Mika Häkkinen e David Coulthard. Il pilota della Ferrari, in testa alla classifica piloti dall'inizio del campionato, era reduce da tre ritiri consecutivi subiti nei Gran Premi di Francia, Austria e Germania. Nel campionato costruttori, la Ferrari manteneva la prima posizione con 102 punti, seguita dalla McLaren - Mercedes con 98.
In preparazione alla gara ungherese, sei squadre (McLaren, Williams, Benetton, Sauber, Arrows e Jaguar) disputarono tre giorni di test sul Circuito Ricardo Tormo di Valencia. Nell'ultima giornata di prove Alexander Wurz si ferì alla gamba destra in seguito ad un incidente, ma il pilota austriaco fu giudicato in grado di partecipare al Gran Premio la settimana seguente. La Prost provò per tre giorni a Barcellona, mentre Ferrari e Minardi effettuarono diverse giornate di test sul Circuito di Fiorano. Nell'occasione, la scuderia faentina fece debuttare al volante di una Formula 1 il diciannovenne Fernando Alonso, all'epoca impegnato nel campionato di Formula 3000.
Infine, rimase a lungo in dubbio la partecipazione alla gara di Jean Alesi, che accusava i postumi del violento incidente subito nel Gran Premio di Germania. Il pilota francese fu giudicato idoneo a partecipare alla gara, ma la Prost tenne comunque in preallarme il collaudatore Stéphane Sarrazin nel caso in cui Alesi avesse avuto una ricaduta durante le prove libere.

### Aspetti tecnici
Date le peculiari caratteristiche del tortuoso circuito ungherese, richiedente un elevato carico aerodinamico, diverse scuderie impiegarono nuovamente alettoni e carrozzerie utilizzati sul circuito cittadino di Monaco. Molta attenzione fu anche dedicata allo smaltimento del calore, viste le elevate temperature registrate a Budapest: la Ferrari utilizzò per la prima volta in gara le ciminiere provate già dal Gran Premio di Francia, mentre la Williams introdusse per la prima volta questa soluzione sulle proprie vetture, abbandonandola solo per le qualifiche. 

## Prove libere

### Risultati
I tempi migliori della prima sessione di prove libere di venerdì furono i seguenti:
| Pos | Nº | Pilota             | Costruttore       | Tempo    |
| --- | -- | ------------------ | ----------------- | -------- |
| 1   | 3  | Michael Schumacher | Ferrari           | 1'20"198 |
| 2   | 4  | Rubens Barrichello | Ferrari           | 1'20"674 |
| 3   | 7  | Eddie Irvine       | Jaguar - Cosworth | 1'21"308 |

I tempi migliori della seconda sessione di prove libere di venerdì furono i seguenti:
| Pos | Nº | Pilota             | Costruttore        | Tempo    |
| --- | -- | ------------------ | ------------------ | -------- |
| 1   | 2  | David Coulthard    | McLaren - Mercedes | 1'18"792 |
| 2   | 1  | Mika Häkkinen      | McLaren - Mercedes | 1'18"943 |
| 3   | 3  | Michael Schumacher | Ferrari            | 1'19"138 |

I tempi migliori delle sessioni di prove libere di sabato mattina furono i seguenti:
| Pos | Nº | Pilota             | Costruttore        | Tempo    |
| --- | -- | ------------------ | ------------------ | -------- |
| 1   | 3  | Michael Schumacher | Ferrari            | 1'17"395 |
| 2   | 2  | David Coulthard    | McLaren - Mercedes | 1'18"025 |
| 3   | 4  | Rubens Barrichello | Ferrari            | 1'18"268 |

## Qualifiche

### Resoconto
Le qualifiche furono nettamente dominate da Michael Schumacher, che fece segnare la propria miglior prestazione all'inizio della sessione e mantenne il primo tempo per tutta la durata delle qualifiche. Alle sue spalle si piazzarono le due McLaren, con Coulthard davanti ad Häkkinen. I due piloti della scuderia britannica precedettero Ralf Schumacher, alla guida di una Williams competitiva sul circuito ungherese, e il vincitore del precedente Gran Premio di Germania Barrichello, molto staccato dal compagno di squadra.
Sesto si piazzò Frentzen, seguito da Fisichella e da Button. Piuttosto negativa la prestazione di Trulli, che accusò problemi di assetto sulla sua Jordan e si qualificò solo dodicesimo, e delle due BAR, con Villeneuve e Zonta rispettivamente in ottava e nona fila.

### Risultati
| Pos | No | Pilota                | Costruttore          | Tempo    | Distacco |
| --- | -- | --------------------- | -------------------- | -------- | -------- |
| 1   | 3  | Michael Schumacher    | Ferrari              | 1'17"514 |          |
| 2   | 2  | David Coulthard       | McLaren - Mercedes   | 1'17"886 | +0"372   |
| 3   | 1  | Mika Häkkinen         | McLaren - Mercedes   | 1'17"922 | +0"408   |
| 4   | 9  | Ralf Schumacher       | Williams - BMW       | 1'18"321 | +0"807   |
| 5   | 4  | Rubens Barrichello    | Ferrari              | 1'18"330 | +0"816   |
| 6   | 5  | Heinz-Harald Frentzen | Jordan - Mugen Honda | 1'18"523 | +1"009   |
| 7   | 11 | Giancarlo Fisichella  | Benetton - Playlife  | 1'18"607 | +1"093   |
| 8   | 10 | Jenson Button         | Williams - BMW       | 1'18"699 | +1"185   |
| 9   | 17 | Mika Salo             | Sauber - Petronas    | 1'18"748 | +1"234   |
| 10  | 7  | Eddie Irvine          | Jaguar - Cosworth    | 1'19"008 | +1"494   |
| 11  | 12 | Alexander Wurz        | Benetton - Playlife  | 1'19"259 | +1"745   |
| 12  | 6  | Jarno Trulli          | Jordan - Mugen Honda | 1'19"266 | +1"752   |
| 13  | 16 | Pedro Diniz           | Sauber - Petronas    | 1'19"451 | +1"937   |
| 14  | 14 | Jean Alesi            | Prost - Peugeot      | 1'19"626 | +2"112   |
| 15  | 18 | Pedro de la Rosa      | Arrows - Supertec    | 1'19"897 | +2"383   |
| 16  | 22 | Jacques Villeneuve    | BAR - Honda          | 1'19"937 | +2"423   |
| 17  | 8  | Johnny Herbert        | Jaguar - Cosworth    | 1'19"956 | +2"442   |
| 18  | 23 | Ricardo Zonta         | BAR - Honda          | 1'20"272 | +2"758   |
| 19  | 15 | Nick Heidfeld         | Prost - Peugeot      | 1'20"481 | +2"967   |
| 20  | 19 | Jos Verstappen        | Arrows - Supertec    | 1'20"609 | +3"095   |
| 21  | 20 | Marc Gené             | Minardi - Fondmetal  | 1'20"654 | +3"140   |
| 22  | 21 | Gastón Mazzacane      | Minardi - Fondmetal  | 1'20"905 | +3"391   |

## Warm-up

### Risultati
I tempi migliori fatti segnare nel warm up di domenica mattina furono i seguenti:
| Pos | No | Pilota             | Costruttore        | Tempo    |
| --- | -- | ------------------ | ------------------ | -------- |
| 1   | 2  | David Coulthard    | McLaren - Mercedes | 1'19"261 |
| 2   | 3  | Michael Schumacher | Ferrari            | 1'19"381 |
| 3   | 4  | Rubens Barrichello | Ferrari            | 1'19"961 |

## Gara

### Resoconto
Alla partenza Mika Häkkinen si portò in prima posizione con un ottimo scatto, sopravanzando Michael Schumacher e il compagno di squadra Coulthard. Il pilota scozzese girò alla prima curva in terza posizione, seguito da Ralf Schumacher, Rubens Barrichello e Heinz-Harald Frentzen. Nelle prime fasi di gara Häkkinen allungò con facilità, mantenendo poi saldamente il comando della corsa, mentre Michael Schumacher dovette difendere la sua seconda posizione da Coulthard: lo scozzese provò a superare il ferrarista sfruttando le soste ai box, ma la manovra non gli riuscì e il pilota della McLaren dovete accontentarsi del terzo gradino del podio. Durante la prima serie di rifornimenti i meccanici della Williams ebbero difficoltà a montare una ruota sulla monoposto di Ralf Schumacher, che perse la quarta posizione a vantaggio di Barrichello. Il pilota tedesco della Williams giunse comunque quinto davanti al connazionale Frentzen, in una gara piuttosto lineare e caratterizzata da pochi scambi di posizione.
Nel Campionato Piloti, Häkkinen superò Schumacher, portandosi in vantaggio di due punti. Anche la McLaren, nonostante i dieci punti di penalità in classifica subiti nel Gran Premio d'Austria, si portò davanti alla Ferrari in quello Costruttori, anche se solo di un punto.

### Risultati
| Pos      | No | Pilota                | Costruttore          | Giri | Tempo/Ritiro e posizione al ritiro | Partenza | Punti |
| -------- | -- | --------------------- | -------------------- | ---- | ---------------------------------- | -------- | ----- |
| 1        | 1  | Mika Häkkinen         | McLaren - Mercedes   | 77   | 1h45'33"869                        | 3        | 10    |
| 2        | 3  | Michael Schumacher    | Ferrari              | 77   | +7"917                             | 1        | 6     |
| 3        | 2  | David Coulthard       | McLaren - Mercedes   | 77   | +8"455                             | 2        | 4     |
| 4        | 4  | Rubens Barrichello    | Ferrari              | 77   | +44"157                            | 5        | 3     |
| 5        | 9  | Ralf Schumacher       | Williams - BMW       | 77   | +50"437                            | 4        | 2     |
| 6        | 5  | Heinz-Harald Frentzen | Jordan - Mugen Honda | 77   | +1'08"099                          | 6        | 1     |
| 7        | 6  | Jarno Trulli          | Jordan - Mugen Honda | 76   | + 1 giro                           | 12       |       |
| 8        | 7  | Eddie Irvine          | Jaguar - Cosworth    | 76   | + 1 giro                           | 10       |       |
| 9        | 10 | Jenson Button         | Williams - BMW       | 76   | + 1 giro                           | 8        |       |
| 10       | 17 | Mika Salo             | Sauber - Petronas    | 76   | + 1 giro                           | 9        |       |
| 11       | 12 | Alexander Wurz        | Benetton - Playlife  | 76   | + 1 giro                           | 11       |       |
| 12       | 22 | Jacques Villeneuve    | BAR - Honda          | 75   | + 2 giri                           | 16       |       |
| 13       | 19 | Jos Verstappen        | Arrows - Supertec    | 75   | + 2 giri                           | 20       |       |
| 14       | 23 | Ricardo Zonta         | BAR - Honda          | 75   | + 2 giri                           | 18       |       |
| 15       | 20 | Marc Gené             | Minardi - Fondmetal  | 74   | + 3 giri                           | 21       |       |
| 16       | 18 | Pedro de la Rosa      | Arrows - Supertec    | 73   | + 4 giri                           | 15       |       |
| Ritirato | 21 | Gastón Mazzacane      | Minardi - Fondmetal  | 68   | Cambio (16°)                       | 22       |       |
| Ritirato | 8  | Johnny Herbert        | Jaguar - Cosworth    | 67   | Cambio (14°)                       | 17       |       |
| Ritirato | 16 | Pedro Diniz           | Sauber - Petronas    | 62   | Motore (9°)                        | 13       |       |
| Ritirato | 11 | Giancarlo Fisichella  | Benetton - Playlife  | 31   | Freni (20°)                        | 7        |       |
| Ritirato | 15 | Nick Heidfeld         | Prost - Peugeot      | 22   | Noie elettriche (15°)              | 14       |       |
| Ritirato | 14 | Jean Alesi            | Prost - Peugeot      | 11   | Sospensione (22°)                  | 19       |       |

## Classifiche

### Piloti
| Pos. | Pilota                | Punti |
| ---- | --------------------- | ----- |
| 1    | Mika Häkkinen         | 64    |
| 2    | Michael Schumacher    | 62    |
| 3    | David Coulthard       | 58    |
| 4    | Rubens Barrichello    | 49    |
| 5    | Giancarlo Fisichella  | 18    |
| 6    | Ralf Schumacher       | 16    |
| 7    | Jacques Villeneuve    | 11    |
| 8    | Jenson Button         | 8     |
| 9    | Heinz-Harald Frentzen | 6     |
| 9    | Mika Salo             | 6     |
| 9    | Jarno Trulli          | 6     |
| 12   | Eddie Irvine          | 3     |
| 13   | Pedro de la Rosa      | 2     |
| 13   | Jos Verstappen        | 2     |
| 15   | Ricardo Zonta         | 1     |

### Costruttori
| Pos. | Team                 | Punti |
| ---- | -------------------- | ----- |
| 1    | McLaren - Mercedes   | 112   |
| 2    | Ferrari              | 111   |
| 3    | Williams - BMW       | 24    |
| 4    | Benetton - Playlife  | 18    |
| 5    | Jordan - Mugen Honda | 12    |
| 5    | BAR - Honda          | 12    |
| 7    | Sauber - Petronas    | 6     |
| 8    | Arrows - Supertec    | 4     |
| 9    | Jaguar - Cosworth    | 3     |